# Daniel J. Bloomberg
Daniel J. Bloomberg (Massachusetts, 4 de julio de 1905–Ventura, California, 14 de agosto de 1984) fue un ingeniero de audio estadounidense que obtuvo cinco premios técnicos de la Academia y ocho nominaciones. También ganó un Óscar honorífico en 1945 por diseñar y construir un auditorio musical con acústica de última generación.

## Filmografía
- Flying Tigers (1942)
- In Old Oklahoma (1943)[1]
- Brasil (1944)[2]
- Flame of Barbary Coast (1945)[3]

- Moonrise (1948)[4]
- Sands of Iwo Jima (1949)[5]
- The Quiet Man (1952)[6]

## Premios y distinciones
Premios Óscar
| Año  | Categoría                  | Película             | Resultado |
| ---- | -------------------------- | -------------------- | --------- |
| 1943 | Mejores efectos especiales | Tigres del aire      | Nominado  |
| 1943 | Mejor Sonido               | Tigres del aire      | Nominado  |
| 1944 | Mejor Sonido               | En el viejo Oklahoma | Nominado  |
| 1945 | Mejor Sonido               | Brazil               | Nominado  |
| 1946 | Mejor Sonido               | Algún día volveré    | Nominado  |
| 1949 | Mejor Sonido               | Moonrise             | Nominado  |
| 1950 | Mejor Sonido               | Arenas sangrientas   | Nominado  |
| 1953 | Mejor Sonido               | El hombre tranquilo  | Nominado  |